# サックラー医学部
サックラー医学部 (Sackler Faculty of Medicine) はテルアビブ大学に属する医学部で、イスラエルのテルアビブ市内にある。

## 沿革
この医学部はサックラー家のいずれもアメリカで医者になった3兄弟 （アーサー、モーティマー、レイモンド) から受贈した相当額の寄付金で運営する。毎年、物理学または化学の分野で特筆すべき貢献をした人々を対象に、3兄弟を記念するサックラー賞を表彰している。 

### 専攻分野
- 医学科
- ニューヨーク州アメリカ教育課程
- 公衆衛生学科
- School of Continuing Medical Education (CME)
- 歯学科
- スタンリー・ステイヤー保健指導学科
- ミリアム&シェルドン・G・エーデルソン医博医学大学院

## ニューヨーク州アメリカ教育課程
ニューヨーク州アメリカ教育課程はニューヨーク州立大学の評議員会が認可し、イスラエル国の認定を受けている。1976年設立のこの教育課程は英語で授業を行い、受講定員は250人。市民ならびにアメリカとカナダの永住者を受け入れる。卒業生を対象に、人間の病気の病理学、診断と治療に必要な臨床技術に関する包括的な学術的基盤を提供することを目指す。サックラー医学部では、医師と患者が共感し倫理に沿った関係を育む資質の育成に努めている。カリキュラムと指導方法はアメリカの医学校のそれを手本にし、授業は少人数制で、教室や実験室および臨床実習は自習と小グループの個別指導およびセミナーで補完する。3年次に臨床事務過程、4年次開始時の16週間にわたり、アメリカの医療機関で選択科目を受講する。
サックラー医学部と提携するイスラエルの教育機関には主要な医療センター7箇所、精神病院7院、研究機関20箇所と大規模リハビリセンターがある。
卒業生はアメリカの医学部出身学生と同じように、国民居住者就業プログラムに参加し、医療関係の就職口を確保する。